# بالان (أبش أحمد)
بالان هي قرية في مقاطعة كليبر، إيران. عدد سكان هذه القرية هو 413 في سنة 2006.